# مجموعة ضبابية

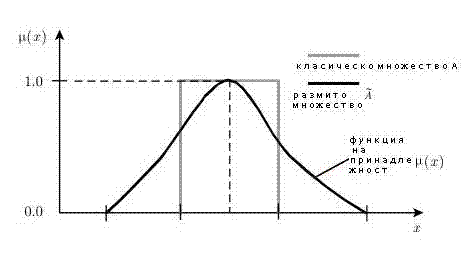

المجموعة الضبابية هي مجموعات عناصرها تنتمي إليها بدرجات مختلفة (في المجموعات غير الضبابية، عنصر ما قد ينتمي إلى المجموعة وقد لا ينتمي إليها. ليس بين هذين الاحتمالين شيء). قدمت نظرية المجموعات الضبابية من طرف الازربجاني لطفي زادة،والألماني ذيتر كلاوا  كان ذلك عام 1965 كتوسيع للمجموعة التقليدية المعروفة .
في الوقت ذاته عرف سالي عام 1965 نوع أكثر عمومية من البنية يدعى العلاقة-L التي درست سياق جبري مجرد.